# Margaret Edson
Margaret Edson (* 4. Juli 1961 in Washington, D.C.) ist eine US-amerikanische Dramatikerin, die 1999 für ihr Theaterstück Wit mit dem Pulitzer-Preis für Theater ausgezeichnet wurde.

## Leben
Margaret Edson absolvierte die Sidwell Friends High School in Washington, D.C. und studierte anschließend zunächst im Fach Geschichte der Renaissance am Smith College, das sie mit einem Bachelor of Arts (B.A.) abschloss. Sie wurde nach einem Studium im Fach Englische Literatur an der Georgetown University, welches sie mit einem Master of Arts (M.A.) beendete, Lehrerin an einer Grundschule in Atlanta.
Für ihr Theaterstück Wit aus dem Jahr 1995 erhielt sie 1999 den Pulitzer-Preis für Theater.  Die deutschsprachige Erstaufführung fand am Wiener  Schauspielhaus unter Regie von Hans Gratzer am 23. Januar 2000 statt. 2001 wurde das Stück von Mike Nichols mit Emma Thompson und Christopher Lloyd in den Hauptrollen verfilmt. Die Deutsche Akademie der Darstellenden Künste kürte das Stück in einer Inszenierung von Claudia Johanna Leist zum Hörspiel des Monats Januar 2001.